# Orthochromis malagaraziensis
Orthochromis malagaraziensis là một loài cá thuộc họ Cichlidae. Loài này có ở Burundi và Tanzania. Môi trường sống tự nhiên của nó là các con sông. Nó bị đe dọa do mất nơi sống.